# Aire d'attraction de Verdun
L'aire d'attraction de Verdun est un zonage d'étude défini par l'Insee pour caractériser l’influence de la commune de Verdun sur les communes environnantes. Publiée en octobre 2020, elle se substitue à l'aire urbaine de Verdun, qui comportait 64 communes dans le zonage de 2010.

### Carte

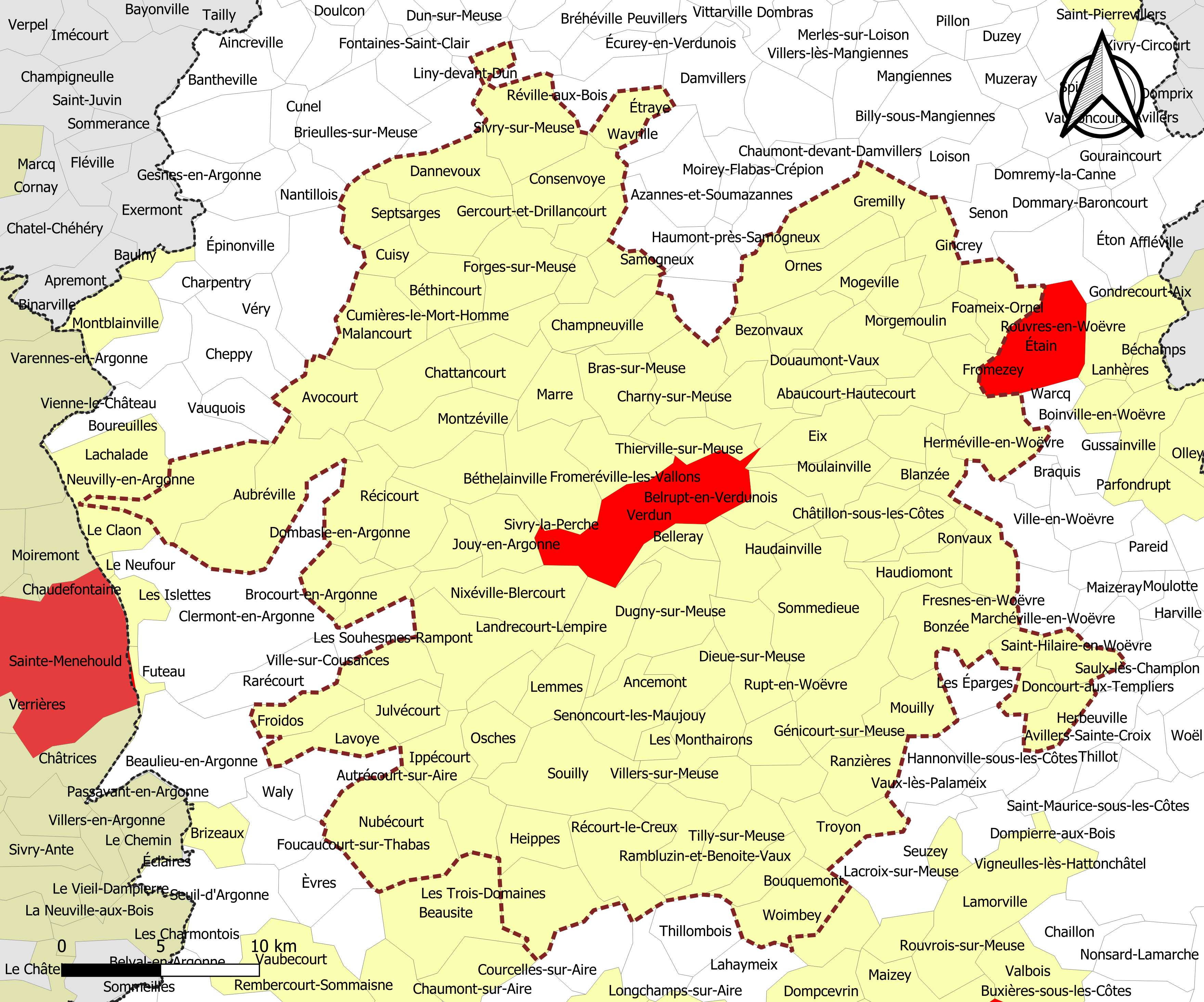
Carte de l'aire d'attraction de Verdun.
Commune-centre
Commune de la couronne

## Définition
L'aire d'attraction d'une ville est composée d’un pôle, défini à partir de critères de population et d’emploi ainsi que d’une couronne constituée des communes dont au moins 15 % des actifs travaillent dans le pôle. Le pôle d’attraction constitue ainsi un point de convergence des déplacements domicile-travail,.

## Géographie
L’aire d'attraction de Verdun est une aire intra-départementale qui comporte 103 communes dans la Meuse. 

### Composition communale
| Catégorie               | Département | Communes | Communes |
| Catégorie               | Département | Nombre   | Libellé |
| ----------------------- | ----------- | -------- | --- |
| Commune-centre          | Meuse       | 1        | Verdun. |
| Communes de la couronne | Meuse       | 102      | Abaucourt-Hautecourt, Ambly-sur-Meuse, Ancemont, Aubréville, Avocourt, Belleray, Belleville-sur-Meuse, Belrupt-en-Verdunois, Béthelainville, Béthincourt, Bezonvaux, Blanzée, Bonzée, Bouquemont, Brabant-en-Argonne, Brabant-sur-Meuse, Bras-sur-Meuse, Brocourt-en-Argonne, Champneuville, Charny-sur-Meuse, Châtillon-sous-les-Côtes, Chattancourt, Combres-sous-les-Côtes, Consenvoye, Cuisy, Cumières-le-Mort-Homme, Damloup, Dannevoux, Dieppe-sous-Douaumont, Dieue-sur-Meuse, Dombasle-en-Argonne, Dugny-sur-Meuse, Eix, Esnes-en-Argonne, Étraye, Fleury-devant-Douaumont, Foameix-Ornel, Forges-sur-Meuse, Froidos, Fromeréville-les-Vallons, Fromezey, Génicourt-sur-Meuse, Gercourt-et-Drillancourt, Gincrey, Gremilly, Grimaucourt-en-Woëvre, Haudainville, Haudiomont, Heippes, Herbeuville, Herméville-en-Woëvre, Ippécourt, Les Trois-Domaines, Jouy-en-Argonne, Julvécourt, Landrecourt-Lempire, Lavoye, Lemmes, Malancourt, Manheulles, Marre, Maucourt-sur-Orne, Mogeville, Les Monthairons, Montzéville, Moranville, Morgemoulin, Mouilly, Moulainville, Neuvilly-en-Argonne, Nixéville-Blercourt, Nubécourt, Ornes, Osches, Rambluzin-et-Benoite-Vaux, Ranzières, Récicourt, Récourt-le-Creux, Regnéville-sur-Meuse, Ronvaux, Rupt-en-Woëvre, Saint-André-en-Barrois, Samogneux, Saulx-lès-Champlon, Senoncourt-les-Maujouy, Septsarges, Sivry-la-Perche, Sivry-sur-Meuse, Sommedieue, Les Souhesmes-Rampont, Souilly, Thierville-sur-Meuse, Tilly-sur-Meuse, Trésauvaux, Troyon, Vacherauville, Vadelaincourt, Douaumont-Vaux, Villers-sur-Meuse, Ville-sur-Cousances, Watronville, Woimbey. |

## Démographie
Cette aire est catégorisée dans les aires de moins de 50 000 habitants, une catégorie qui regroupe 12,2 % de la population au niveau national,.